# کردمحله (بهشهر)
کردمحله، روستایی است از توابع بخش یانه‌سر شهرستان بهشهر در استان مازندران ایران.

## جمعیت
این روستا در دهستان عشرستاق قرار دارد و براساس سرشماری مرکز آمار ایران در سال ۱۳۸۵، جمعیت آن ۷۰ نفر (۲۰خانوار) بوده‌است. مردم کردمحله از قومیت طبری هستند. مردم کردمحله به زبان طبری (مازندرانی) سخن می‌گویند. واژه «کرد» در زبان طبری به معنای چوپان می‌باشد.